# منظومة باور 373 للدفاع الجوي
باور أو بافار-373 ( بالفارسية: باور-۳۷۳ (تعني الإيمان و 373 أرقام أبجدية لـ يا رسول الله ! ) هو نظام صاروخي أرض-جو إيراني بعيد المدى متحرك على الطرق تم الكشف عنه في أغسطس 2016م.  تصفه إيران بأنها منافس لنظام صواريخ إس-300 . يتم تصنيعه من قبل وزارة الدفاع الإيرانية بالتعاون مع مصنعين وجامعات محلية غير محددة. 
تم الكشف عن النظام رسميًا خلال حفل حضره الرئيس الإيراني حسن روحاني في 22 أغسطس 2019م،   وتم الإعلان عن تشغيله في نفس اليوم.
تم الكشف عن النسخة المطورة في عام 2022م. ووصفتها إيران بأنها منافس لمنظومة إس-400 . 

## تاريخ
بعد الحظر الروسي على تصدير منظومة إس-300 إلى إيران (والذي رُفع عام 2015)، قررت إيران تطوير نظام مماثل محليًا: «خططنا لبناء نظام صواريخ دفاع جوي بعيد المدى مشابه لمنظومة إس-300. وبفضل الله وبفضل جهود المهندسين الإيرانيين، سنحقق الاكتفاء الذاتي في هذا المجال.»

## تصميم

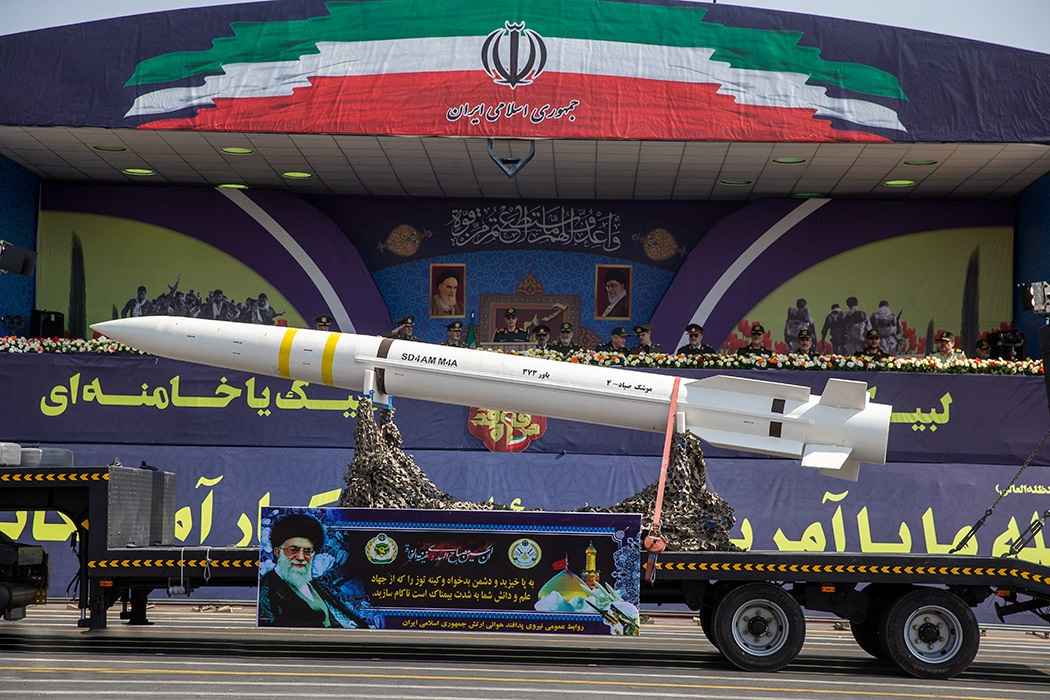
صاروخ صياد-4 من منظومة باور-373 يستعرض أمام المسؤولين الإيرانيين خلال أسبوع الدفاع المقدس.

يستخدم نظام «باور-373» صواريخ «صياد-4» الموجودة في علبتين إطلاق مستطيلتين. لم يتم تقديم أي معلومات رسمية عن هذا الصاروخ ولكن يبدو من صور الأخبار أن صياد-4 يشبه صياد-3 في الأجنحة وأسطح التحكم، إلا أنه يختلف قليلاً في الشكل الأمامي. 
يتم نقل العبوات التي تحتوي على صواريخ صياد-4 على شاحنة زولجانة 10×10.  
يستخدم باور-373 رادارًا مصفوفًا طوريًا لتتبع الأهداف الديناميكية الهوائية والصواريخ الباليستية في نطاقات متوسطة إلى طويلة، مثبتًا على شاحنة «ظفار» الثقيلة.   تزعم إيران أنها قادرة على تعقب ما يصل إلى 200 هدف في وقت واحد.  